# 李蕩
李 蕩（り とう、? - 303年）は、西晋時代の人物。字は仲平。父は成漢の基礎を築いた李特。母は羅氏。異母兄は李始。同母弟は成漢の初代皇帝李雄。巴氐族（巴賨族）の出身であり、略陽郡臨渭県（現在の甘粛省秦安県の東南）の人。

## 生涯
学問を好み、美しい容貌をしていたという。
元康6年（296年）、斉万年の乱や連年に渡る飢饉により関西が荒廃すると、父の李特は数万家の流民を従えて益州へ移り住み、李蕩もまた父に付き従った。
永寧元年（301年）10月、李特は益州刺史羅尚と流民の処遇を巡って対立するようになり、遂に行鎮北大将軍を自称して晋朝に反旗を翻し、羅尚と抗争状態に入った。同年末、李蕩は父により鎮軍将軍に任じられた。
永寧2年（302年）、河間王司馬顒は李特討伐の為、督護衛博を梓潼へ、広漢郡太守張徴を徳陽へそれぞれ侵攻させた。李特の命により、李蕩は弟の李雄と共に陽沔へ進軍して衛博を迎え撃った。敵軍と連日に渡って争うと、遂にこれを撃破して大半の兵を討ち取った。梓潼郡太守張演は李蕩の勢いを大いに恐れ、城を捨てて逃走した。李蕩は衛博を追撃して漢徳まで進撃すると、衛博はさらに葭萌へ逃走した。その為、李蕩は進軍を続けて巴西へ侵攻すると、巴西郡丞の毛植・五官の襄珍は郡をもって李蕩に降伏した。李蕩は降した郡の民をよく慰撫した為、みな大いに安心したという。李蕩がさらに軍を進めて葭萌まで到達すると、衛博はさらに遠く逃れ、彼の軍は尽く李蕩に降伏した。
8月、李特は軍を進めて張徴を攻撃すると、張徴は険阻な地に拠って李特と連日対峙した。李特は軍を半分に分けて李蕩に率いさせたが、張徴は李特の陣営が手薄であると知り、山に沿って歩兵を派遣して李特を攻撃した。李特はこれを迎撃するも、次第に不利に陥り、地勢にも阻まれて為す術が無かった。羅準・任道らは撤退を進言したが、李特は李蕩の救援を信じてこれに応じなかった。この時、李蕩軍は李特救援に向かっていたが、張徴軍の数が多く、また道幅が狭かった為、なかなか進むことが出来無かった。李蕩は司馬王辛へ「父が敵中深くに残されている。今日は我の死すべき日である」と言い放つと、鎧を重ねて着用し、長い矛を手にして大声で叫びながら突撃し、自ら十人余りを討ち取った。張徴の軍がさらに向かって来ると、李蕩の兵は死に物狂いで奮戦し、張徴の軍を遂に壊滅させて李特を救った。張徴が退却しようとすると、李特はこれを見逃して涪へ還してやろうと思い、この事について議論させた。すると、李蕩は王辛と共に「張徴の軍は連戦して士卒は傷つき、智勇ともに尽きております。これに乗じて捕虜とすべきです。もしこれを逃がせば、張徴は疲人を養い死者を回収し、他の軍と合流してしまうでしょう。そうなれば、容易に対処することは叶わなくなります」と進言した。李特はこれに従い、再び張徴を攻撃した。張徴は包囲を抜けて逃走を図ったが、李蕩は水陸の両面からこれを追撃し、張徴を討ち取った。さらに、張徴の子である張存も生け捕りとしたが、李蕩は張徴の遺体を彼に渡すと、陣営に帰らせてやった。
その後も李特軍は西晋軍に連戦連勝であり、翌年には成都城に入城を果たし、年号を建初と定めて自立を宣言した。
恵帝は荊州刺史宗岱・建平郡太守孫阜に水軍3万を与えて羅尚救援を命じ、宗岱は孫阜を先鋒として徳陽まで軍を進めた。李特の命により、李蕩は蜀郡太守李璜と共に徳陽郡太守任臧の救援に当たった。
建初元年（303年）2月、羅尚は大軍を派遣して李特の陣営へ総攻撃を掛け、さらに李特に帰順していた集落がみな一斉に羅尚に呼応した為、兵が少なかった李特は大敗を喫して戦死してしまった。その為、李蕩は叔父の李流や弟の李雄と共に、兵を束ねて赤祖まで撤退する事を余儀なくされた。李流は李特の後を継いで大将軍を自称し、2つの陣営のうち自らが東営を守り、李蕩と李雄に北営を守らせた。
3月、羅尚は督護常深を毗橋へ派遣し、さらに牙門左氾・黄訇・何沖を派遣して三道から北営を攻撃した。これに涪陵の民である薬紳が呼応し、李流を攻撃した。李流の命により、李蕩は李雄と共に薬紳を阻むと、これを撃退した。何沖がその隙を付いて北営を奇襲すると、これに陣営内にいた氐族の苻成と隗伯が呼応した。これを聞いた李蕩はすぐさま軍を転進させて北営に戻ると、左氾と争ってこれを大破した。苻成と隗伯が部衆を率いて羅尚の下に逃走を図ると、李蕩は馬を馳せて追撃しを掛けた。だがこの時、倚矛により傷を負ってしまい、李蕩は戦死してしまった。李雄は彼の死を隠して発表せず、民心の動揺を防いだ。
後に李雄が羅尚らを撃ち破って蜀の地を占有して成漢を興すと、李蕩は広漢壮文公と追贈された。李雄は李蕩こそが正統を受け継ぐ立場であると考えていたので、自らの子ではなく李蕩の子である李班を太子に立てた。玉衡24年（334年）、李雄が逝去すると、李班は後を継いで皇帝に即位した。

## 逸話
ある時、李雄の母である羅氏は、2つの虹が門から天へと道を作り、その途上で1本が途切れる夢を見た。その後、李蕩を生んだ。またある時、羅氏は水を汲みに行き、うっかり眠り込んでしまった。その時、大蛇がその体にからみつくという夢を見た。その後、妊娠していた事が分かり、14か月後に李雄を生んだ。羅氏はいつも2人の子のどちらかが亡くなれば、残った方は大富貴に至るであろうと語っていたという。その予言の通り、李蕩が303年に亡くなると、李雄は成漢皇帝に至ったという。

## 家族

### 兄弟
- 李始 - 李蕩の兄
- 李雄 - 李蕩の弟、成漢の武帝

### 子女
- 李琀 - 長男
- 李稚 - 次男
- 李都
- 李班 - 成漢の哀帝
- 李玝